# Mediearkivet
Mediearkivet, även kallat Retriever Research, är ett digitalt nyhetsarkiv som ägs av Retriever Sverige AB. Mediearkivet innehåller tryckta dagstidningar, tidskrifter och affärspress i PDF-format samt redaktionella webbnyheter och etersändningar. 
Mediearkivet är en betaltjänst som riktar sig till företag, organisationer, skolor och bibliotek. Mediearkivet lanserades den 21 oktober 1996 och innehöll då artiklar från Aftonbladet, Svenska Dagbladet och Göteborgs-Posten från 1995 och framåt. Dessa tre tidningar drev tjänsten fram till april 2004 när Mediearkivet AB köptes av omvärldsbevakningsföretaget Retriever Sverige AB, då ägt av Schibsted. I augusti 2009 träffades en överenskommelse om att sälja Retriever till Norsk Telegrambyrå och Tidningarnas Telegrambyrå, en affär som godkändes först i juli följande år.
De flesta svenska dagstidningar läggs till löpande i databasen. Hur långt tillbaka arkivet sträcker sig varierar från källa till källa och det finns material tillbaka till 1981. I databasen finns även internationella källor med varierande mängd historik. I Norden omfattar arkivet exempelvis norska tidningar, där Verdens Gang sträcker sig tillbaka till 1945.